# Dugud
Dugud eren uns oficials de l'Imperi Hitita que tenien al seu càrrec el control de les vies als districtes rurals, normalment fronterers. Cada via tenia assignats dos "escuts" (soldats) i un consell de tres oficials dugud controlaven a tots els "escuts". Els dugud cavalcaven entre els diferents llocs on estacionaven els "escuts". Si un dugud fracassava en un acte militar era portat a presència del gran rei, però si no era prop, el governador o senyor de la torre assolia imposar el càstig.